# اضطراب الأكل
اضطراب الأكل هو اضطراب عقلي يُعرّف بأنه عادات غذائية غير طبيعية تؤثر سلبًا على الصحة البدنية أو العقلية للشخص. وتشمل اضطراب نهم الطعام حيث يأكل الناس كمية كبيرة في فترة قصيرة من الوقت، وفقدان الشهية العصابي حيث يأكل الناس قليلًا جدًا وبالتالي يكون وزن الجسم منخفضًا، والنهم العصبي حيث يأكل الناس كثيرًا ثم يحاولون التخلص من الطعام، والقطا حيث يأكل الناس مواد غير غذائية، والاضطراب الاجتراري وهو عبارة عن استرجاع وإعادة مضغ للطعام، واضطراب تناول الطعام التجنبي/ التقييدي حيث يعاني الناس من عدم الاهتمام بالطعام، ومجموعة محددة من اضطرابات التغذية أو الأكل. تعتبر اضطرابات القلق والاكتئاب وتعاطي المخدرات شائعة بين الأشخاص الذين يعانون من اضطرابات الأكل. ولكن هذه الاضطرابات لا تشمل السمنة.
إنّ سبب اضطرابات الأكل غير واضح. ويبدو أن كل من العوامل البيولوجية والبيئية تلعب دورًا. يعتقد أن ثقافة مثالية النحافة تساهم فيها. تؤثر اضطرابات الأكل على حوالي 12% من الراقصات. وأولئك الذين عانوا من الاعتداء الجنسي هم أيضًا أكثر عرضة للإصابة باضطرابات الأكل. تحدث بعض الاضطرابات مثل القطا واضطراب الاجترار أكثر في الأشخاص ذوي الإعاقات الذهنية. يمكن تشخيص اضطراب واحد فقط من اضطرابات الأكل في وقت معين.
يمكن أن يكون العلاج فعالًا لكثير من اضطرابات الأكل. ويتضمن هذا عادة تقديم المشورة، واتباع نظام غذائي سليم، وممارسة كمية طبيعية من التمارين، وتقليل الجهد المبذول للتخلص من الطعام. تحتاج بعض الحالات إلى الإقامة في المستشفى. يمكن استخدام الأدوية للمساعدة في بعض الأعراض المرتبطة بها. في خمس سنوات، تعافى حوالي 70% من الأشخاص الذين يعانون من فقدان الشهية و50% من مرضى الشره العصبي. يقدر الشفاء من اضطراب نهم الطعام بنحو 20% إلى 60% ويعتبر أقل وضوحًا. يزيد كل من فقدان الشهية والشره العصبي من خطر الوفاة.
يؤثر اضطراب نهم الطعام في الدول المتقدمة على حوالي 1.6% من النساء و0.8% من الرجال في سنة معينة. يؤثر فقدان الشهية على حوالي 0.4% ويؤثر الشره العصبي على حوالي 1.3% من الشابات في سنة معينة. تصل نسبة النساء اللواتي يعانين من فقدان الشهية إلى 4٪، و2% لديهن شره مرضي، و2% يعانين من أحد اضطرابات الأكل في فترة زمنية معينة. يحدث فقدان الشهية والشره المرضي عشر مرات أكثر في الإناث مقارنة بالذكور. عادة ما تبدأ الاضطرابات في وقت متأخر من مرحلة الطفولة أو مرحلة البلوغ المبكرة. في حين معدلات اضطرابات الأكل الأخرى ليست واضحة. يبدو أن معدلات اضطرابات الأكل أقل في البلدان الأقل نموًا.

## التصنيف
يتميز النهم المرضي العصبي بالأكل بشراهة وتطهير المعدة منه، فضلًا عن التقييم المفرط لقيمة الذات من حيث وزن الجسم أو شكله. يمكن أن يشمل التطهير التقيؤ المتعمد، والإفراط في ممارسة التمارين، واستخدام مدرات البول، والحقن الشرجية، والملينات. يتميز فقدان الشهية العصبي بفرض قيود مفرطة على الطعام وفقدان الوزن الزائد، مصحوبًا بالخوف من البدانة. غالباً ما يسبب فقدان الوزن الشديد في النساء والفتيات اللواتي بدأن فترة الحيض توقف نزول الحيض، وهي حالة تعرف باسم انقطاع الحيض. على الرغم من أن انقطاع الطمث كان في يوم من الأيام معيارًا ضروريًا لهذا الاضطراب، إلا أنه لم يعد مطلوبًا لمطابقة معايير فقدان الشهية العصابي بسبب طبيعة هذا المعيار الحصرية مقارنةً مع المصابين الذكور، والمصابات بعد سن اليأس، أو اللواتي لا يحيضن لأسباب أخرى. يحدد الدليل التشخيصي الإحصائي للاضطرابات العقلية DSM-5 نوعين فرعيين من فقدان الشهية العصابي - نوع تقييدي ونوع الإفراط في الأكل ومن ثم الإفراغ (الإفراط / الإفراغ). حيث يقلل أولئك الذين يعانون من النوع التقييدي من تناول الطعام ولا يعانون من الشراهة عند تناول الطعام، في حين يفقد أولئك الذين يعانون من نوع الإفراط / الإفراغ السيطرة على تناول الطعام على الأقل من حين لآخر، ويمكن أن يعوض عن نوبات الشراهة هذه. الاختلاف الملحوظ بين فقدان الشهية العصابي نوع الإفراط / الإفراغ والنهم العصبي هو وزن الجسم للشخص. يعاني أولئك الذين شخصوا بفقدان الشهية العصبي نوع الإفراط / الإفراغ من نقص الوزن، في حين أن أولئك الذين يعانون من النهم العصبي قد يكون لديهم وزن جسم يقع في نطاق بين الطبيعي إلى البدين.

### التصنيف الدولي للأمراض (ICD) والدليل التشخيصي والإحصائي للاضطرابات النفسية (DSM)
تُصنف اضطرابات الأكل كاضطرابات عقلية في الأدلة الطبية القياسية، كما هو الحال في المراجعة العاشرة للتصنيف الدولي للأمراض (ICD-10)، والطبعة الخامسة للدليل التشخيصي والإحصائي للاضطرابات النفسية (DSM-5)، أو كليهما.
- فقدان الشهية العصابي، الذي يتسم بضعف القدرة على الحفاظ على وزن صحي للجسم، وبهوس حول زيادة الوزن أو رفض الخطوات المؤدية لذلك، بالإضافة إلى وجهة نظر غير واقعية، أو عدم الاعتراف بخطورة انخفاض الوزن الحالي للجسم.[16] قد يؤدي فقدان الشهية إلى توقف الدورة الشهرية، وغالبًا ما يؤدي إلى فقدان العظام وفقدان سلامة الجلد، إلخ. ويؤدي إلى إجهاد القلب بشكل كبير، مما يزيد من خطر الإصابة بالنوبات القلبية وغيرها من مشاكل القلب ذات العلاقة. كما يزداد خطر الوفاة بشكل كبير لدى الأفراد المصابين بهذا المرض.[17] بدأ الباحثون بملاحظة العامل الأكثر أهمية والذي قد لا يتمحور فقط حول الرضا الذاتي والفخر بالنفس أو الأهداف الاجتماعية والإعلامية، ولكن يمكن أيضًا أن يكون العامل ذا صلة بالمكونات البيولوجية أو الجينية.[18] يحتوي DSM-5 على العديد من التغييرات التي تمثل المرضى الذين يعانون من هذه الحالات بشكل أفضل. يتطلب DSM-IV حدوث انقطاع الطمث (غياب الدورة الشهرية) لتشخيص مريضة مصابة بفقدان الشهية.[19] والذي لم يعد مطلوبًا في DSM-5.
- الشره المرضي العصبي، الذي يتميز بتكرار تناول الطعام بشراهة متبوعًا بسلوكيات تعويضية مثل التطهير (القيء المتعمد (الاستقاءة) والأكل حد القيء والاستخدام المفرط للملينات ومدرات البول، أو الإفراط في ممارسة الرياضة). يمكن أيضًا استخدام الصوم والإفراط في ممارسة الرياضة كوسيلة للتطهير بعد الشراهة.
- يتميز خلل التنسج العضلي بالاستغراق بالتفكير حول المظهر بأن جسم الشخص صغير جدًا، أو نحيف للغاية، أو غير عضلي بما فيه الكفاية، أو غير هزيل. يصيب خلل التنسج العضلي غالبًا الذكور.
- اضطراب نهم الطعام، والذي يتسم بتكرار الشراهة عند تناول الطعام مرة واحدة على الأقل في الأسبوع لمدة تزيد عن 3 أشهر مع عدم القدرة على ضبط النفس[19] والشعور بالذنب بعد الإفراط في تناول الطعام.[20] يمكن أن يصيب هذا الاضطراب مجموعة واسعة من الأفراد من أعمار وطبقات اجتماعية واقتصادية مختلفة.[21][22]
- حالات الأكل والتغذية غير المصنفة في أماكن أخرى وهي اضطرابات في الأكل أو التغذية لا تفي بمعايير DSM-5 الكاملة لفقدان الشهية العصابي أو الشره المرضي العصبي أو اضطراب نهم الطعام. من أمثلة حالات الأكل والتغذية غير المصنفة في أماكن أخرى: الأفراد الذين يعانون من مرض فقدان الشهية العصابي اللانمطي، والذين يستوفون جميع معايير الإصابة باستثناء نقص الوزن، على الرغم من فقدان الوزن بشكل كبير؛ وأيضًا المصابين بالشره المرضي العصبي اللانموذجي، والذي يستوفي جميع معايير الشره المرضي العصبي باستثناء أن سلوكيات الشره المرضي أقل تواترًا أو لم تستمر لفترة طويلة بما فيه الكفاية؛ بالإضافة إلى اضطراب التطهير ومتلازمة الأكل الليلي.

### تصنيفات أخرى
- الإفراط في تناول الطعام القهري (COE)، حيث يتناول الأفراد عادةً كميات كبيرة من الطعام على مراحل بدلاً من التناول بنهم لمرة واحدة، كما هو معتاد في اضطراب نهم الطعام.
- متلازمة برادر- ويلي
- النهام العصابي السكري، والذي يتميز بالتلاعب المتعمد بمستويات الأنسولين من قبل مرضى السكري في محاولة للسيطرة على وزنهم.
- الحفاظ على الغذاء، تتميز بمجموعة من سلوكيات الأكل المضطربة للأطفال في الحضانة.[23]
- هوس الغذاء الصحي العصابي، وهو مصطلح استخدمه ستيفن براتمان لوصف هاجس حول الالتزام بنظام غذائي «نقي»، حيث يصاب الناس بهوس بتجنب الأطعمة غير الصحية إلى الحد الذي تتأثر فيه حياة الشخص.[24]
- اضطراب تناول الطعام الاجتنابي / المقيد (ARFID)، المعروف سابقًا باسم اضطراب الأكل الانتقائي، حيث يتجنب المصاب بعض الأطعمة استنادا إلى مظهرها أو رائحتها أو مذاقها أو ملمسها أو علامتها التجارية أو الشكل المقدمة به أو تجربة سلبية سابقة مع هذه الأطعمة.[25]
- اضطراب كحولي، الذي يتميز عادةً بتقييد مدخول الطعام عن قصد من أجل توفير السعرات الحرارية الغذائية للسعرات الحرارية الكحولية، وممارسة التمارين الرياضية بشكل مفرط من أجل حرق السعرات الحرارية الناتجة عن شرب الكحول، والإفراط في شرب الكحول من أجل تطهير الطعام الذي سبق استهلاكه.[26]
- هوس السمنة الناجمة عن الحمل، تتميز بالنظام الغذائي القاسي والإفراط في ممارسة الرياضة من أجل السيطرة على زيادة الوزن أثناء الحمل. يرتبط نقص التغذية أثناء الحمل بانخفاض الوزن عند الولادة وأمراض القلب التاجية والسكري من النوع الثاني والسكتة الدماغية وارتفاع ضغط الدم وخطر الإصابة بأمراض القلب والأوعية الدموية والاكتئاب.[27]
- متلازمة جورماند، وهي حالة نادرة تحدث بعد إصابة ألحقت ضررًا بالفص الجبهي، مما أدى إلى الهوس بالأطعمة الجميلة.[28]

## الأعراض والعلامات
تختلف الأعراض والمضاعفات حسب طبيعة وشدة اضطراب الأكل:
| حب الشباب          | جفاف الجلد                | انقطاع الحيض               | فقدان الأسنان وتكون التجاويف فيها |
| إمساك              | إسهال                     | احتباس المياه و/أو استسقاء | زغب الجنين                        |
| تساقط الشعر الكربي | توقف القلب                | نقص بوتاسيوم الدم          | الموت                             |
| هشاشة العظام       | عدم توازن المحلول الكهرلي | نقص صوديوم الدم            | ضمور الدماغ                       |
| الحُصَافُ             | الأسقربوط                 | فشل كلوي                   | الانتحار                          |

تتمثل بعض الأعراض الجسدية لاضطرابات الأكل في الضعف والتعب والحساسية للبرد وانخفاض نمو اللحية لدى الرجال واضطراب في عملية الانتصاب وانخفاض الرغبة الجنسية وفقدان الوزن غير الصحي وفشل النمو. من الممكن أن ينتج عن اضطرابات الأكل بحة الصوت مجهولة المنشأ، حيث يمكن أن تكون نتيجة ارتجاع الحمض، أو نتيجة دخول مادة المعدة الحمضية إلى القناة الحنجرية. يتعرض المرضى الذين يتعمدون القيء مثل الذين يعانون من مرض فقدان الشهية العصابي، أو المصابين باضطراب الطعام الذي يتميز تميز بتكرار تناول الطعام بشراهة متبوعًا بالتطهير أو المصابين بالشره المرضي العصابي لخطر ارتجاع الحمض. إن أكثر اضطرابات الغدد الصماء تأثيرًا على النساء هي متلازمة تكيس المبايض. على الرغم من ارتباط هذه المتلازمة في كثير من الأحيان بالسمنة إلا أنها يمكن أن تحدث في الأفراد ذوي الوزن الطبيعي. توجد علاقة بين متلازمة تكيس المبايض الأكل بنهم وسلوك الشراهة. تشكل المظاهر الأخرى المحتملة جفاف الشفاه ومتلازمة الفم الحارق وتورم الغدة النكفية وخلل المفصل الصدغي الفكي.